# Lucius Marcius Philippus
Lucius Marcius Philippus (kb. i. e. 141 – kb. i. e. 72) római szónok.
I. e. 104-ben néptribunus, I. e. 91-ben consul, majd I. e. 86-ban censor volt. Előbb a demokratákat követte, később azonban kibékült az optimatákkal, és jelentékenyen elősegítette Marcus Livius Drusus törvényjavaslatainak eltörlését. Az első polgárháborúban Sullával tartott, később Pompeius pártjára állt. Mint szónok kiérdemelte Cicero dicséretét, beszédeiből néhány töredék maradt fenn.